# Dicloreto de xenônio
Dicloreto de xenônio (XeCl2) é um composto de xenônio e o único cloreto de xenônio estável conhecido. O composto pode ser preparado usando descargas de microondas para a mistura de xenônio e cloro, e pode ser isolado de uma armadilha de condensado.
Um experimento tentou a utilização de xenônio, cloreto e tricloreto de boro para produzir XeCl2· BCl3, mas apenas gerou-se dicloreto de xenônio.
No entanto, ainda é duvidoso que o dicloreto de xenônio seja um composto verdadeiro ou uma supermolécula composta por um átomo de xenônio e uma molécula de cloro conectada por uma ligação secundária.